# Sawaba
Der Sawaba war eine politische Partei im französischen Überseegebiet Niger.

## Geschichte

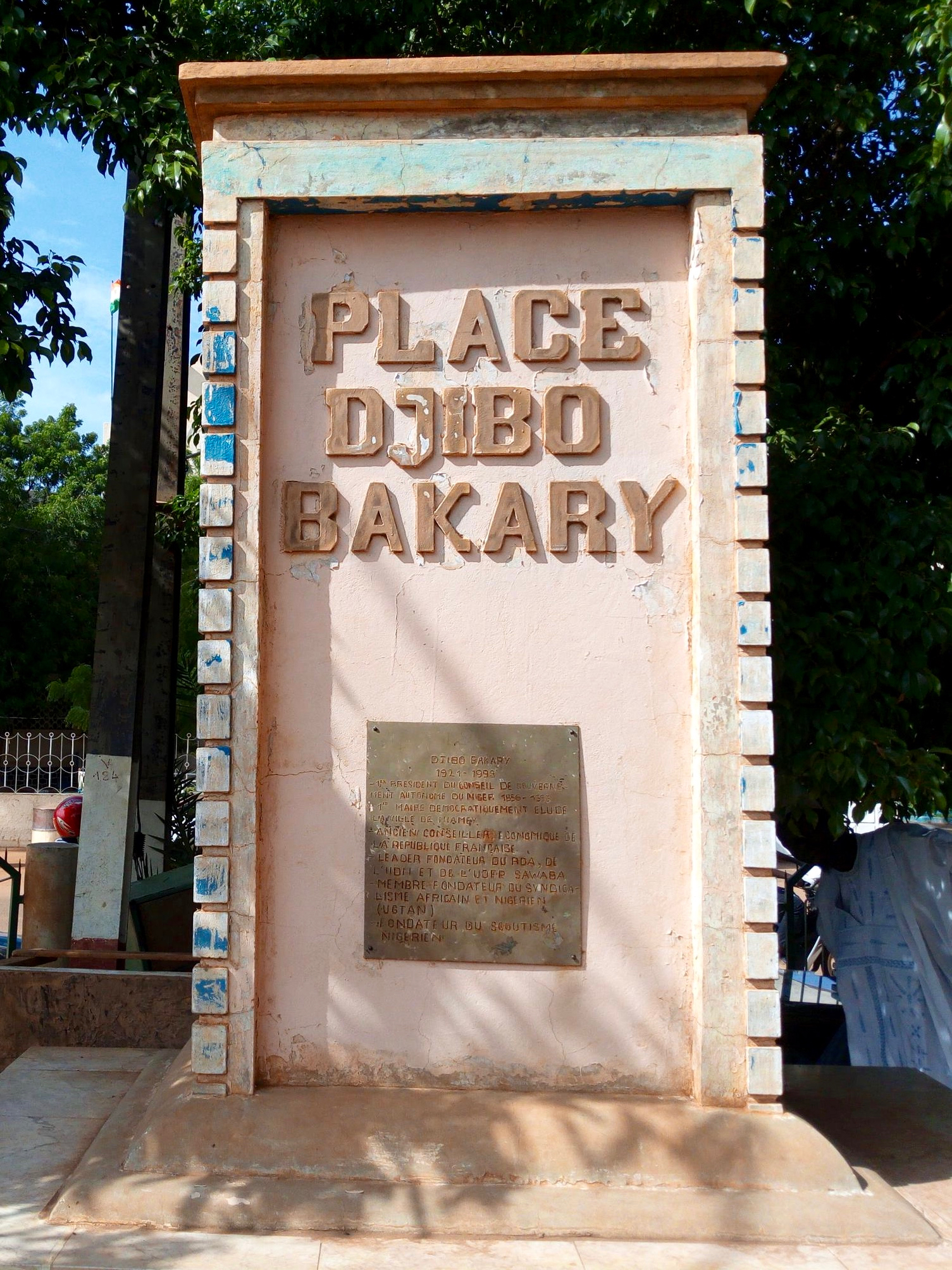
Denkmal für den Sawaba-Gründer Djibo Bakary in Zongo, einem Stadtviertel von Niamey

Die Partei entstand am 19. November 1956, einen Tag nach den Kommunalwahlen in der nigrischen Hauptstadt Niamey. Die Nigrische Demokratische Union (UDN) unter Djibo Bakary und der Nigrische Aktionsblock (BNA) unter Georges Condat gingen aus den Wahlen als zweit- und drittplatzierte Partei hinter der Nigrischen Fortschrittspartei (PPN-RDA) unter Hamani Diori hervor. UDN und BNA fusionierten in einem überraschenden Coup zu einer neuen sozialistischen Partei unter Djibo Bakary, der dadurch Bürgermeister von Niamey wurde. Die Partei formierte sich als nigrische Sektion der Afrikanischen Sozialistischen Bewegung (MSA), einer in den französischen Überseegebieten in Afrika aktiven Großpartei, und nahm kurz darauf den Namen Sawaba (Hausa für „Freiheit“) an. Der Ex-BNA-Politiker Adamou Mayaki wurde politischer Redakteur der Sawaba-Parteizeitung Azalaï.
Nach den Wahlen zur Territorialversammlung in Niger 1957, bei denen der Sawaba 41 von 60 Sitzen gewann, durfte das Überseegebiet Niger erstmals eine eigene Regierung bilden. Der Posten des Regierungschefs war dem französischen Gouverneur Paul Bordier vorbehalten. Djibo Bakary wurde stellvertretender Regierungschef und die Minister stammten (mit Ausnahme des parteilosen Unterrichtsministers) aus der Reihen des Sawaba. Im Juli 1958 ging die Mutterpartei MSA in der Partei des Afrikanischen Verbunds (PRA) auf. Beim Verfassungsreferendum in Niger 1958 trat der Sawaba für eine sofortige Unabhängigkeit Nigers von Frankreich ein, während Hamani Dioris PPN-RDA für eine erweiterte Autonomie des Überseegebiets innerhalb der Communauté française Stellung bezog. Nachdem das Referendum zugunsten eines Verbleibs bei Frankreich ausgegangen war, stürzte der Sawaba in eine Krise. Zum einen wechselten zahlreiche ehemalige BNA-Parteimitglieder zum PPN-RDA, zum anderen lagen die Sympathien der französischen Verwaltung bei Hamani Dioris Partei. Die Wahlen zur Territorialversammlung in Niger 1958, bei denen der PPN-RDA letztlich alle Sitze erhielt, galten als von der französischen Verwaltung manipuliert. Der Sawaba mobilisierte seine Anhänger zu Straßenprotesten in Niamey, worauf die neue Regierungspartei PPN-RDA mit Repressionen reagierte. Noch im Juli 1959 wurde der Sawaba Mitgliedspartei der PRA-Nachfolgeorganisation Partei der Afrikanischen Föderation (PFA), doch bereits im September 1959 musste Djibo Bakary ins Exil gehen. Der Sawaba wurde am 12. Oktober 1959 verboten.
In den ersten Jahren nach der Unabhängigkeit Nigers 1960 unternahmen Sawaba-Anhänger vom Ausland aus mehrere erfolglose Versuche, Staatspräsident Hamani Diori und das Einparteiensystem des PPN-RDA gewaltsam zu stürzen. Während des demokratischen Umbruchs Anfang der 1990er Jahre entstanden zwei Kleinparteien, die beide das politische Erbe des Sawaba beanspruchten: die Union der Volkskräfte für Demokratie und Fortschritt (UDFP-Sawaba) unter der Führung von Djibo Bakary und die Demokratische Union der revolutionären Kräfte (UDFR-Sawaba).